# Yacht Club Costa Smeralda
Der Yacht Club Costa Smeralda wurde 1967 gegründet und liegt in Porto Cervo an der Costa Smeralda, im Norden von Sardinien.

## Geschichte
Der Yacht Club Costa Smeralda wurde am 12. Mai 1967 von Karim Aga Khan IV., André Ardoin, Giuseppe Kerry Mentasti und Luigi Vietti als gemeinnütziger Sportverein gegründet, der Mitglieder zusammenbringen sollte, die das Meer und den Wassersport lieben und ihre Aktivitäten fördern. Die seitdem vom Club organisierten Regatten und die Siege, die von den Mitgliedern unter der Führung des Vorsitzenden Aga Khan IV. gesammelt wurden, haben dazu beigetragen, dem Club eine führende Rolle in der Welt des internationalen Segelsports zu sichern. Heute ist die YCCS durch Gegenseitigkeitsvereinbarungen mit dem Yacht Club de Monaco und mit dem New York Yacht Club gebunden. Die YCCS wird durch den Verwaltungsrat unter dem Vorsitz der Präsidentin, Prinzessin Zahra Aga Khan, vertreten. Neben dem Verwaltungsrat tragen der Commodore, der Generalsekretär und der Sportdirektor die operative Verantwortung.

### Die ersten Weltklasse-Regatten
Gemeinsam mit dem italienischen Segelverband seit 1968 und dem italienischen Motorbootverband seit 1978, beginnt der Club internationale Regatten zu organisieren und bereits 1972 findet die erste Ausgabe der Settimana delle Bocche statt. 1973 organisierte der YCCS den One-Ton-Cup und wurde vorrangiger Förderer von wettbewerbsfähigem Offshore-Segeln in Italien und im Mittelmeer. 1978 mit der ersten Ausgabe des Sardinia Cup, markiert der Yacht Club Costa Smeralda einen wichtigen Schritt bei der Organisation von jährlichen und zweijährlichen Weltklasse-Segelveranstaltungen. Der Sardinia Cup findet in geraden Jahren statt, im Wechsel mit dem berühmten Admiral’s Cup in den Gewässern des Solent vor Südengland. Im Jahr 1980 werden zwei bedeutende Weltmeisterschaften gegründet: die Maxi Yacht World Championship und der Swan World Cup. Im selben Jahr startet zum ersten Mal der Costa Smeralda Offshore Grand Prix. Die erste Veteran Boat Rally, eine Regatta für historische Segelyachten fand 1982 statt.

### Die Jahre von Azzura
Im Jahr 1981 gibt der Yacht Club Costa Smeralda die erste italienische Herausforderung zum 25. America’s Cup im Jahr 1984 ab. Bereits zwei Jahre später erreichte die 12-Meter-Yacht Azzurra 1983 einen glänzenden dritten Platz bei den Qualifikationsregatten für das Finale vor Newport (Rhode Island) im Louis Vuitton Cup. Australien siegt mit Australia II und gewinnt zum ersten Mal als Herausforderer den America’s Cup. Azzurra wird zum Symbol des Wettkampfsegelns auf höchstem Niveau und weckt das Interesse aller italienischen Sportler. Aufgrund des Erfolges von Azzurra im America’s Cup wurde 1984 in Porto Cervo die erste 12-Meter-Weltmeisterschaft durchgeführt. Im selben Jahr wurde der YCCS vom Royal Perth Yacht Club zum Challenger of Record des 26. America’s Cup im Jahr 1987 gewählt. Als solcher hat der Club die Aufgabe, alle Aktivitäten im Zusammenhang mit den Herausforderern (englisch challenger) für den Cup vorzubereiten und zu koordinieren, sowie die Organisation der Auswahlregatten für den America’s Cup in Australien. Eine Yacht unter dem Stander des YCCS nimmt als Azzurra '87 an diesem Cup teil, bei dem Dennis Conner den Pokal zurück in die USA holt.

### Motoryacht Destriero
Das Jahr 1992 markiert einen großen Erfolg im Bereich der Motorbootgeschwindigkeit: die private Motoryacht Destriero schafft in 58 Stunden, 54 Minuten und 5 Sekunden die Überquerung des Atlantiks vom Ambrose Lighthouse, dem New Yorker Leuchtturm, zum Leuchtturm Bishop Rock auf den Scilly-Inseln. Die 68,19 Meter lange mit Gasturbinen angetriebene Motoryacht legt die 3.106 Seemeilen zurück bei durchschnittlich 53,09 Knoten, was 98,323 Kilometern pro Stunde entspricht. Destriero wurde unter dem Sponsoring von Karim Aga Khan IV. auf der italienischen Werft Fincantieri 1991 gebaut, um das Blaue Band des Atlantiks zu gewinnen. Die Yacht gewann für die schnellste Atlantiküberquerung die Columbus Atlantic Trophy, die vom New York Yacht Club und dem Yacht Club Costa Smeralda 1992 ausgelobt wurde, und auch die Virgin Atlantic Challenge Trophy von dem vorherigen Rekordhalter Richard Branson für die schnellste Überquerung des Atlantischen Ozeans aller Zeiten. Die Hales Trophy wurde der Motoryacht verweigert, da es eine Privatyacht und kein kommerzielles Passagierschiff war.

## Club-Yachten des YCCS
Im Jahr 1981 hatte der Zwei-Tonner Smeralda Prima Stapellauf, eine Yacht die einen zweiten Platz in der Weltmeisterschaft belegte, sehr zur Zufriedenheit der Mitglieder. Zehn Jahre später arbeitet German Frers im Auftrag der YCCS-Mitglieder daran, ein One Design Segelboot zu entwickeln, das für Fleet Races und Match Races geeignet ist. Im Jahr 1992 wurden die ersten Rümpfe der Smeralda 888 zu Wasser gelassen. Sie bewährten sich als schnell und wettbewerbsfähig. Sie konnten leicht bedient werden auch mit einer 3-Mann-Crew.

## Clubhaus des YCCS
Das erste Clubhaus des Yacht Club Costa Smeralda war das Maison Du Port, das erste Gebäude das in Porto Cervo errichtet wurde und heute Old Port heißt. Im Jahr 1977 bezog der Club neue Räumlichkeiten mit einem Überblick über die neue Marina.
Von 2001 bis 2003 wurde das Gelände, das heute den YCCS beherbergt einer kompletten Renovierung unterzogen. Die Leitung hatte der New Yorker Architekt Peter Marino. Die Anlagen umfassen mehr als 6000 m² und schließen eine Panoramaterrasse mit Pool ein, sowie innen- und außenliegende Speisemöglichkeiten, Mitglieder-Lounge, Bar und Wellness-Center. Der Club bietet seinen Mitgliedern und Gästen 24 Suiten an, einschließlich einer Präsidenten-Suite, eröffnet 2016.

## YCCS heutige Situation

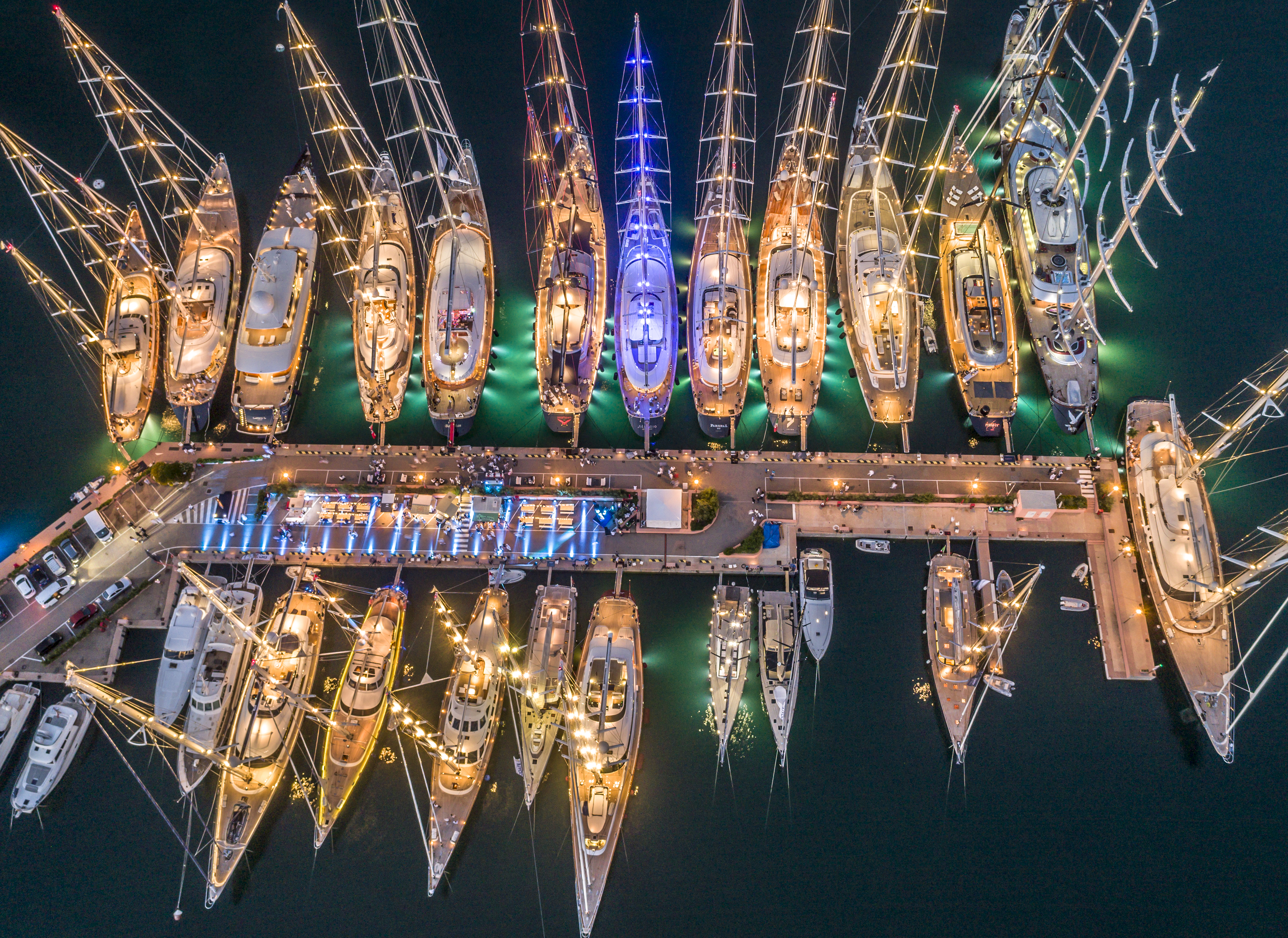
Perini Navi Flotte bei Nacht am Club-Steg in Porto Cervo, 2018

Der YCCS organisiert internationale Segelregatten, einschließlich Weltmeisterschaften für eine Vielzahl von verschiedenen Bootsklassen, hat aber spezielle Erfahrung mit Superyachten und Maxi-Yachten. Unter den prestigeträchtig Bootsklassen, die häufig Rennen an der Costa Smeralda austragen, gehören die J-Klasse, Wally-Klasse, Transpac 52, RC 44, ClubSwan 50, Melges 32, J/70 und Maxi 72 Klassen.
Der Club organisiert auch Regatten in Zusammenarbeit mit Spitzen-Werften wie Nautor’s Swan, Perini Navi und Southern Wind.